# 동마케도니아 트라키주
동마케도니아 트라키주(그리스어: Περιφέρεια Ανατολικής Μακεδονίας και Θράκης)는 그리스의 행정 구역 중의 하나로 주도는 코모티니이며 면적은 14,157.76km2, 인구는 608,182명(2011년 기준), 인구 밀도는 43명/km2이다.
서트라키아(트라키)를 따라 마케도니아 지방의 동부를 이루고 있다. 드라마 현, 에브로스 현, 카발라 현, 로도피 현, 크산티 현으로 구성되어 있다. 이 중 드라마 현과 카발라 현은 동마케도니아에, 크산티 현, 로도피 현 및 에브로스 현은 트라키에 속한다.